# 初螈属
天义初螈（学名：Chunerpeton tianyiensis）是一种已经灭绝的山椒鱼，生存于晚侏罗世，发现于中国内蒙古宁城县的道虎沟化石层（Daohugou Beds）。属下只有一种，约长18厘米，且具有幼态延续，成年后仍会保留外鳃。初螈原本被分在隐鳃鲵科（包括现代大鲵等）下，一篇发布于2020年的再次描述将其划为远离现代物种冠群的基干类群。一篇2021年的研究将其划为非隐鳃鲵科的隐鳃鲵亚目成员